# Primera División (Uruguay) 1974
Die Saison 1974 der Primera División war die 71. Spielzeit (die 43. der professionellen Ära) der höchsten uruguayischen Spielklasse im Fußball der Männer, der Primera División.
Die Primera División bestand in der Meisterschaftssaison des Jahres 1974 aus zwölf Vereinen, deren Mannschaften in insgesamt 132 von Ende August bis in die zweite Dezemberhälfte des Jahres ausgetragenen Meisterschaftsspielen jeweils zweimal aufeinandertrafen. Es fielen 367 Tore. Die Meisterschaft gewann der Club Atlético Peñarol als Tabellenerster vor Nacional Montevideo und dem Liverpool FC als Zweitem und Drittem der Saisonabschlusstabelle. Bella Vista musste in die Segunda División absteigen. Peñarol und die Montevideo Wanderers qualifizierten sich für die Copa Libertadores 1975.
Torschützenkönig wurde mit 27 Treffern Fernando Morena vom Meister Peñarol.

## Jahrestabelle
| Pl. | Verein                    | Sp. | S  | U  | N  | Tore    | Diff. | Punkte |
| --- | ------------------------- | --- | -- | -- | -- | ------- | ----- | ------ |
| 1.  | Club Atlético Peñarol (M) | 22  | 16 | 4  | 2  | 051:210 | +30   | 36     |
| 2.  | Nacional Montevideo       | 22  | 14 | 3  | 5  | 045:250 | +20   | 31     |
| 3.  | Liverpool FC              | 22  | 14 | 3  | 5  | 047:290 | +18   | 31     |
| 4.  | Bella Vista               | 22  | 7  | 10 | 5  | 031:300 | +1    | 24     |
| 5.  | Club Atlético Defensor    | 22  | 5  | 11 | 6  | 023:260 | −3    | 21     |
| 6.  | Danubio FC                | 22  | 7  | 6  | 9  | 032:320 | ±0    | 20     |
| 7.  | Montevideo Wanderers      | 22  | 5  | 8  | 9  | 021:250 | −4    | 18     |
| 8.  | Centro Atlético Fénix (N) | 22  | 5  | 8  | 9  | 020:300 | −10   | 18     |
| 9.  | Huracán Buceo             | 22  | 5  | 7  | 10 | 027:390 | −12   | 17     |
| 10. | Club Atlético Rentistas   | 22  | 4  | 9  | 9  | 025:400 | −15   | 17     |
| 11. | River Plate               | 22  | 3  | 10 | 9  | 015:290 | −14   | 16     |
| 12. | CA Cerro                  | 22  | 5  | 5  | 12 | 030:410 | −11   | 15     |

| (M) | Meister der vorangegangenen Saison  |
| (N) | Aufsteiger aus der Segunda División |